# Ake
Ake (armeni Akē) fou un districte de Baspracània, al sud-est del país. La principal fortalesa era Akanis.
Limitava al nord amb el gran Albag; a l'oest amb l'Andzevatsik; a l'est amb el Tamber o Tambet; i al sud el Vorsiranq i el Petit Albag.
Els prínceps d'Ake regnaven en aquesta terra carduca entre la vall alta del Centritis i el Zabus, una falca entre els marcgraviats d'Arzanene (Armènia Sofene) i d'Adiabene (Nova Siracene), en el que posteriorment fou el sud de Baspracània. El seu estat dinàstic immemorial deriva de la tradició històrica conservada en Pseudo-Moisès. Són esmentats per darrera vegada al segle x com a vassalls del reis Arzerunis de Baspracània.
Moisès de Khorèn diu que aquesta casa de prínceps descendia del rei Vologeses II (Valarsak o Valarsaces pretendent armeni a finals del segle ii, després Vologès V de Pàrtia) però el situa a la mateixa categoria que les indiscutibles cases dinàstiques d'Andzevatsí, Corduene i Moxoene. És cert que qualifica el suposat primer príncep de Moxoene com a cap de bandolers, però podria ser més aviat una al·legoria del caràcter turbulent de la terra dels carducs. D'altra banda, diu que les tres cases, d'Anjawaci, Corduene i Ake, eren d'aquests cantons i això, en aquestes circumstàncies, ha de significar el cacicat d'aquestes tribus territorialitzades, és a dir, el seu origen dinàstic. Eliseu esmenta a Enjul, príncep d'Ake i també la casa d'Ake (Akē, Akeacikan) participant en la insurrecció del 451. L'historiador del segle x Tomàs Arstruní és l'últim a mencionar la casa d'Ake en la seva "Història de la Casa dels Arzerunis".